# Ribera Arga-Aragón
Ribera Arga-Aragón és una comarca de Navarra que aplega alguns municipis septentrionals de la merindad de Tudela i altres de la merindad d'Olite. Té 770,25 kilòmetres quadrats i 31.953 habitants (cens de 2010). Limita al sud amb la comarca de Tudela, al nord amb les de Tafalla i Sangüesa i a l'oest amb la Ribera del Alto Ebro.
Està formada pels municipis: Cadreita, Caparroso, Carcastillo, Falces, Funes, Marcilla, Mélida, Milagro, Miranda de Arga, Murillo el Cuende, Murillo el Fruto, Peralta/Azkoien, Santacara, Villafranca/Alesbes.